# Гулиев, Ульви Захид оглы
Ульви Захид оглы Гулиев (азерб. Quliyev Ülvi Zahid oğlu; род. 17 сентября 1966 года, город Баку, Азербайджанская ССР) — азербайджанский государственный деятель. Депутат Национального собрания Азербайджана III, IV, V, VI, VII созывов. Чемпион Европы и мира по карате. Президент Ассоциации федераций карате-до Азербайджана (с 1997).

## Биография
Родился 17 сентября 1966 года в Баку в семье филолога Захида Гулиева. В 1983 году окончил среднюю школу № 9 Насиминского района г. Баку. 
В 1988 году с отличием окончил фармацевтический факультет Азербайджанского государственного медицинского университета. 
В 2002 году окончил юридический факультет Бакинского государственного университета.
С 1988 года работал провизором, старшим провизором, заведующим аптекой. С 2002 года работал начальником отдела Государственного таможенного комитета Азербайджана. В 2005 году был назначен заместителем генерального директора спортивно-оздоровительного центра «Таможенник».

### В парламенте
Депутат Милли Меджлиса Азербайджана III, IV, V, VI, VII созывов.
6 ноября 2005 года избран депутатом III созыва по Первому Насиминскому избирательному округу № 21.
На выборах в Национальное собрание Азербайджана VI созыва, которые прошли в 9 февраля 2020 года, баллотировался по Первому Ясамальскому избирательному округу № 15. По итогам выборов одержал победу и получил мандат депутата Парламента Азербайджана. С 10 марта 2020 года приступил к депутатским обязанностям.
В 2024 году на парламентских выборах, которые состоялись 1 сентября, одержал победу в I Ясамальском избирательном округе №15. Официально стал депутатом Милли Меджлиса Азербайджана седьмого созыва, первое заседание которого состоялось 23 сентября 2024 года.
Являлся членом постоянной комиссии по правовой политике и государственному строительству Парламента III, IV созывов.
Являлся руководителем рабочей группы по межпарламентским связям Азербайджан — Мексика Парламента III, IV, V созывов.
Являлся членом межпарламентских рабочих групп Азербайджан — Великобритания, Азербайджан — Украина, Азербайджан — Япония Парламента III созыва.
Являлся членом парламентского комитета по сотрудничеству Азербайджан — ЕС, членом делегации парламента Азербайджана в Межпарламентской ассамблее СНГ Парламента III, IV созывов.
Являлся членом межпарламентских рабочих групп Азербайджан — Бельгия, Азербайджан — Чехия, Азербайджан — Россия, Азербайджан — Турция Парламента IV созыва.
Являлся членом делегации парламента Азербайджана в Парламентской ассамблее тюркоязычных стран Парламента IV созыва.
Являлся заместителем председателя, с 2018 по 2020 год председателем комитета молодёжи и спорта Парламента V созыва.
Являлся членом межпарламентских рабочих групп Азербайджан — Германия, Азербайджан — Бельгия, Азербайджан — Великобритания, Азербайджан — Чехия, Азербайджан — Южная Корея, Азербайджан — Перу Азербайджан — Россия, Азербайджан — Турция, членом делегации парламента Азербайджана в Парламентской ассамблее Евронест Парламента V созыва.
Являлся членом комитета по здравоохранению, комитета молодёжи и спорта Парламента VI созыва.
Являлся членом межпарламентских рабочих групп Азербайджан — Германия, Азербайджан — Бельгия, Азербайджан — Великобритания, Азербайджан — Чехия, Азербайджан — Южная Корея, Азербайджан — Россия, Азербайджан — Турция, членом межпарламентской комиссии Азербайджан — Россия Парламента VI созыва.
Владеет русским и английским языками.

### Карьера в спорте
Обладатель чёрного пояса VII дана по карате. Чемпион Европы и мира по карате. 
5 марта 2008 года удостоен почётного звания «Заслуженный деятель физической культуры и спорта». 
Президент Федерации карате Азербайджана (1992—1997).
Президент Ассоциации федераций карате-до Азербайджана (с 1997). 8 февраля 2023 года переизбран президентом Ассоциации федераций карате Азербайджана.
Являлся членом технического комитета Всемирной федерации карате.
Заслуженный тренер. Заслуженный мастер спорта.